# Saints Row: The Third
Saints Row: The Third ist ein Action-Adventure-Open-World-Spiel, das von Volition entwickelt und von THQ veröffentlicht wurde. Es ist der dritte Teil der Saints-Row-Reihe und der direkte Nachfolger zu Saints Row 2. Es erschien am 15. November 2011 für Microsoft Windows, PlayStation 3 und Xbox 360. Am 10. Mai 2019 erschien eine Portierung für Nintendo Switch. Ein Computerspiel-Remaster wurde am 22. Mai 2020 für PlayStation 4, Windows und Xbox One als Saints Row: The Third Remastered veröffentlicht. 2021 erschien das Spiel bei Google Stadia. Am 25. Mai 2021 für PlayStation 5, and Xbox Series sowie am 29. Juli 2021 für Amazon Luna.

## Zensur
Die Fassung wurde für den deutschen Markt gewaltgemindert. Die ungeschnittene Fassung war bis 2018 durch die Bundesprüfstelle für jugendgefährdende Medien auf Liste A indiziert.

## Rezeption
Gamereactor verglich das Spiel mit einem virtuellen Spielplatz, auf dem man maximalen Unfug anstellen könne. Es böte kindischen, ehrlichen, lauten Spaß. GameStar urteilte, dass es technisch weit abgeschlagen von Grand Theft Auto IV liege. Das innovative Missionsdesign sei hingegen eine willkommene Alternative. GamersGlobal bemerkte, dass der hohe Gewaltgrad und der grenzwertige Humor abschreckend wirke. Dabei sei das Spiel aber derart abgedreht, dass man es nicht ernst nehmen könne. Eurogamer bezeichnete es als formelhaftes Open-World-Spiel, das sehr kalkuliert mit Gewalt und Exzess umgehe.